# Ouratea flexipedicellata
Ouratea flexipedicellata är en tvåhjärtbladig växtart som beskrevs av John Duncan Dwyer. Ouratea flexipedicellata ingår i släktet Ouratea och familjen Ochnaceae. Inga underarter finns listade i Catalogue of Life.